# Enric Rovira i Vall de Vilarmó
Enric Rovira i Vall de Vilaramó (Barcelona, 29 d'agost de 1935 - 18 d'agost de 2009) va ser un empresari català. Als 14 anys va començar a treballar al Forn del Cel de la Gran Via, i posteriorment ho faria a diverses pastisseries de Barcelona i altres poblacions com a aprenent de l'ofici, com les de Carvi, Foix de Sarrià, Camps de Gràcia, Casanyes, Mora o La Lionesa de Manresa, entre altres establiments. Va tenir com a mestres Francesc Casas, Joan Giner, Antoni Escribà, Lluís Santa Pau o Jaume Sàbat.
El 1960 va obrir a Mataró la Pastisseria Montserrat. El 1970, amb la seva esposa Trini Montesinos, es va traslladar al barri de les Corts de Barcelona, on obriren la Pastisseria Rovira al carrer de Gelabert. L'any 1971 va néixer el seu únic fill, Enric, que amb els anys ha esdevingut un prestigiós mestre xocolater.
La Pastisseria Rovira, especialitzada en l'elaboració de pastissos per encàrrec i amb disseny propi, es va convertir en un referent del districte, i juntament amb altres mestres pastissers del barri col·laborava anualment en el disseny del pastís de la festa major. També va ser fundador de l'Associació de Veïns i Comerciants del Carrer de Gelabert i rodalia, que l'any 2006 va rebre el guardó de Cortsenc de l'Any per la seva vinculació en l'organització d'actes per al 200è aniversari de la festa major de les Corts. El 2007 va rebre la Medalla d'Honor de Barcelona.